# Belágua
Belágua is een gemeente in de Braziliaanse deelstaat Maranhão. De gemeente telt 5.953 inwoners (schatting 2009).